# Кошель Петро Агейович
Петро Агейович Кошель (*20 квітня 1946, Слуцьк, Мінська область, Білоруська РСР, СРСР) — письменник, історик, перекладач.

## Життєпис
Батько Петра Кошеля під час війни був партизаном, після війни працював черговим по станції в Слуцьку. У 1952 році сім'я поїхала з Білорусі на Сахалін. Жили в селищі Смирних, на річці Поронай, у землянці, у важких умовах. Публікуватися почав у шкільні роки в районних та обласних газетах. Закінчив один курс Сахалінського педінституту.
У 18 років переїхав на материк, жив у Сибіри, Молдові, Прибалтиці. Працював на автомобільному заводі, займався рекламою, наставничав у сільській школі на Могилівщині.
З 1973 по 1978 навчався в Літературному інституті ім. А. М. Горького в семінарі поета Євгена Винокурова. Як згадує критик В'ячеслав Огризко, літературознавець Вадим Кожинов в цей час стверджував у Литературной газете, що в Росії є шість поетів: Олексій Прасолов, Микола Рубцов, Володимир Соколов, Юрій Кузнєцов, Олег Чухонцев та Петро Кошель. Кошель був тоді автором відомого вірша «Двері відчиняються, входить батько…».
Близький друг поетів Анатолія Передрєєва та Юрія Кузнєцова.
У 1978 році прийнятий у Союз письменників СРСР. У 1982—1995 роках провідний редактор московського видавництва «Советский писатель», курирував перекладну поезію України, Білорусі,  Молдови та Північного Кавказу. Упорядник московського «Дня поезії-1983» (гол. редактор Юрій Кузнєцов).

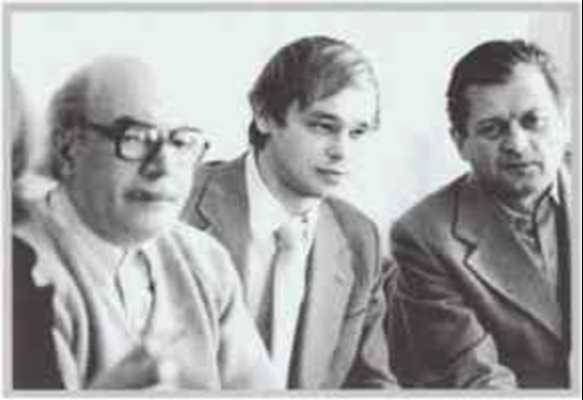
Давид Самойлов, Петро Кошель, Володимир Соколов, 1975

Вірші публікувалися в журналах «Юность», «Новый мир», «Знамя», «Дружба народов», «Литературная газета», «Литературная Россия» та ін. Автор багатьох історичних нарисів, перекладів української, сербської, білоруської, дагестанської поезії.

## Деякі твори

### Вірші
- Листя. Вірші. — Мн., Мастацкая літаратура, 1979. С. 80. — 6000 прим.
- Міська зірка. Вірші. — М.: Молодая гвардия, 1981. С. 31. (Молоді голоси) — 30000 прим.
- Річка Життя. Вірші. — Мн., Мастацкая літаратура, 1987. С. 141. — 5000 прим.
- Такий як є. Вірші. — М.: Советский писатель, 1987. С. 141. — 15000 прим.

### Документальна література
- Історія російського тероризму. — М., Голос, 1995. С. 369. (Історія російського життя). — 10000 прим.
- Історія розшуку в Росії: у 2 кн. — Мн., Література, 1996.  (Енциклопедія таємниць та сенсацій). 20000 прим.
- Історія російського розшуку. — М., Молодая гвардия, 2005 С. 394.
- История наказаний в России. — М., Союз писателей России, 2003. С. 245.
- Виник волею Петра: Історія Санкт-Петербурга з давніх часів до середини XVIII ст. — М., Рубежи XXI, 2003. С. 524,: (Історія міст світу) (Три століття північної столиці Росії; Т. 1). — 5000 прим.
- Столиця Російської імперії: Історія Санкт-Петербурга другої половини XVIII століття. — М., Рубежи XXI, 2007. С. 452 (Історія міст світу) (Три століття північної столиці Росії).
- Блискучий Петербург: Історія Санкт-Петербурга першої половини ХІХ століття. — М., Рубежи XXI, 2008. С. 685. (Історія міст світу).
- Вся Росія: Збірник. — М., Московский писатель, НОСТА, 1993. — 100000 прим.
- Моя пушкініана. − М., Голос, 1999. С. 459.

### Навчальна література
- Велика шкільна енциклопедія: 6-11 кл. - М., ОЛМА-ПРЕС, 1999. — 20000 прим. - ISBN 5-224-00041-6; Т. 1: Історія. Література. - 591 с. : ISBN 5-224-00047-5; Т. 2: Російська мова. Математика. фізика. Хімія. Біологія Географія. Англійська мова. Православний словник-довідник - 718 с.
- Велика Вітчизняна війна. Енциклопедія для школярів. — М., ОЛМА-ПРЕС, 2000. -  447 с. —- 12000 прим.
- Мистецтво. Енциклопедичний словник школяра. — М., ОЛМА-ПРЕС, 2000. - 446 с. - 15000 прим.
- Словник-довідник: економіка, зовнішня торгівля, виставки. − М., ЛИТНАС, 2012. − 342 с.

### Науково-популярна література
- На зорі людства. — М., ОЛМА-ПРЕС, 2000. С. 351. - 3000 прим.
- Біологія: у країні вічних загадок. — М., ОЛМА-ПРЕС, 2000. - 302 с. - 5000 прим.
- Біологія. Тваринний та рослинний світ Росії. — М., ОЛМА-ПРЕС, 2000. - 542 с. - 5000 прим.

### Перекладна література
- Через наше село летіло помело: З білорус. нар. поезії: Для дошк. віку/Пер. П. Кошеля; Художня. Т. Зеброва. - М.: Малюк, 1991. - 500000 прим. - ISBN 5-213-00072-X
- Тітка. Вибране. — Мн., 1986. - 222 с. - Т 4803010200-045/М307(05)-87
- Чарівна криничка. Фольклор, вірші, оповідання. - Мн., 1997 - 7000 прим. - ISBN 5-7880-0533-7
- Година вітрова: Вірші та поеми білоруських поетів 1920-1930-х рр. Для старшого шкільного віку / Упоряд. та перакл. з білорус. П. Кошеля. Передмова Ніла Гілевича. - Мінськ., Юнацтва, 1987. - 125 с. - 8000 прим.
- В. Дунін-Марцінкевич. Вибране: Вірші, повісті та оповідання. Драматичні твори. З білорус. та польськ. - Мн., 1991. 365 с. - ISBN 5-340-00557-7
- Осел на іменинах: Білоруські байки. Художн. М. Басалига. - Мінськ: Юнацтва, 1989. - 237 с.